# Medalla Fields
La Medalla Internacional para Descubrimientos Sobresalientes en Matemáticas, más conocida por el nombre de Medalla Fields, es una distinción que concede desde 1936 la Unión Matemática Internacional de forma cuatrienal, siendo el máximo galardón que otorga la comunidad matemática internacional. Su nombre le fue dado en honor del matemático canadiense John Charles Fields y solo se concede a matemáticos con edades no superiores a los 40 años, con una retribución de 15 000 dólares canadienses.
Ante la inexistencia del Premio Nobel de Matemáticas se instauró este galardón a los mejores matemáticos, siendo otorgada a una o más personas. 
La medalla está chapada en oro y fue diseñada por Robert T. McKenzie en 1933. En el anverso tiene la cabeza del matemático griego Arquímedes y la inscripción "Transire suum pectus mundoque potiri" ("Ir más allá de uno mismo y dominar el mundo"). En el reverso figura una esfera inscrita en un cilindro y la inscripción "Congregati ex toto orbe mathematici ob scripta insignia tribuere" ("Los matemáticos de todo el mundo se reunieron para dar esta medalla por escritos excelentes").

## Ganadores de las medallas Fields

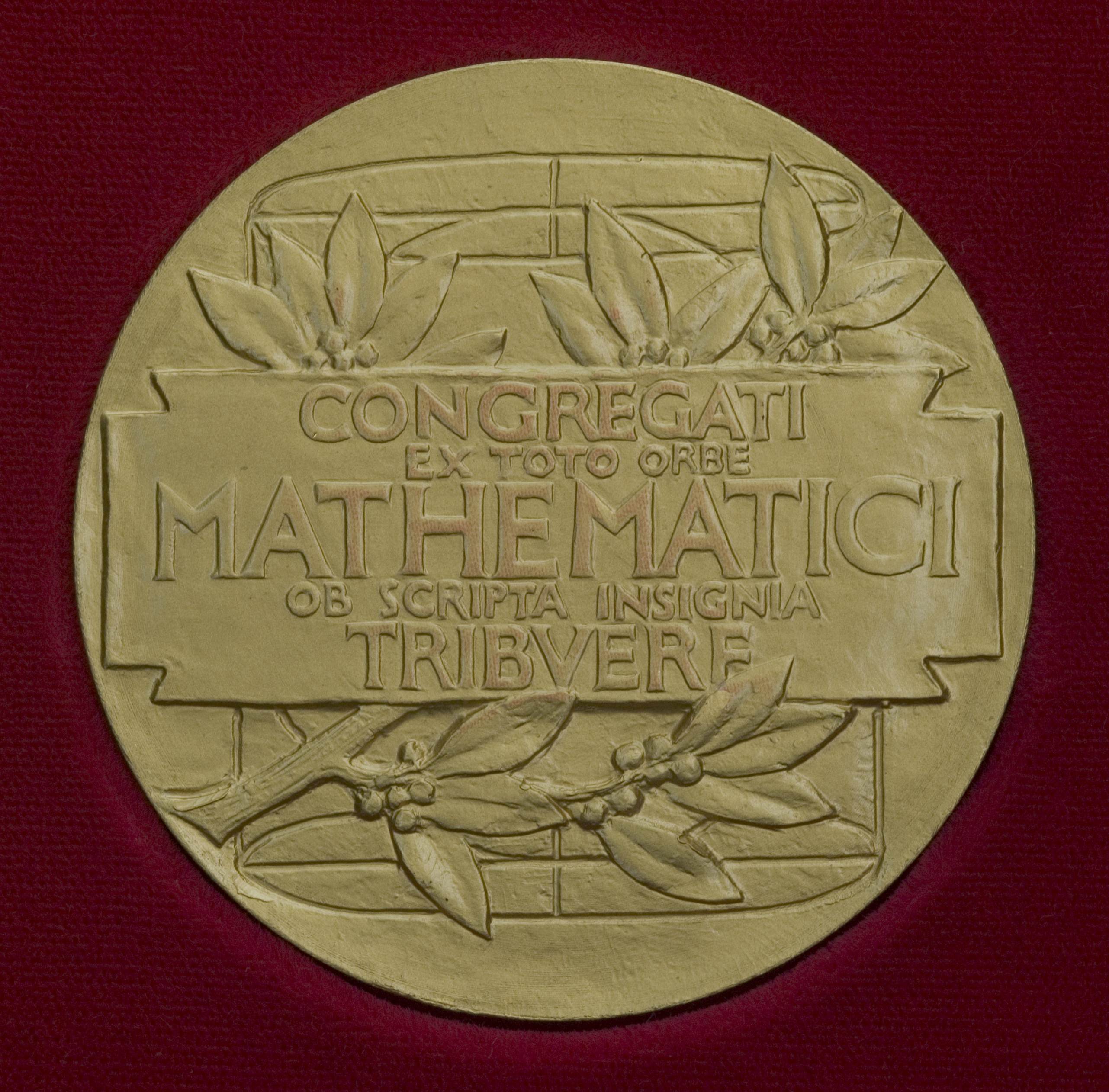
Reverso de la medalla

| Año  | Ganadores |
| ---- | --- |
| 1936 | Lars Ahlfors ( Finlandia), Universidad Harvard Jesse Douglas ( Estados Unidos), Instituto Tecnológico de Massachusetts |
| 1950 | Laurent Schwartz ( Francia), Universidad de Nancy                                                                      |
| 1950 | Atle Selberg ( Noruega), Instituto de Estudios Avanzados de Princeton                                                  |
| 1954 | Kunihiko Kodaira ( Japón), Universidad de Princeton                                                                    |
| 1954 | Jean-Pierre Serre ( Francia), Universidad de París                                                                     |
| 1958 | Klaus Friedrich Roth ( Reino Unido), Universidad de Londres                                                            |
| 1958 | René Thom ( Francia), Universidad de Estrasburgo                                                                       |
| 1962 | Lars V. Hörmander ( Suecia), Universidad de Estocolmo                                                                  |
| 1962 | John Willard Milnor ( Estados Unidos), Universidad de Princeton                                                        |
| 1966 | Michael Francis Atiyah ( Reino Unido), Universidad de Oxford                                                           |
| 1966 | Paul Joseph Cohen ( Estados Unidos), Universidad Stanford                                                              |
| 1966 | Alexander Grothendieck ( Francia), Universidad de París                                                                |
| 1966 | Stephen Smale ( Estados Unidos), Universidad de Berkeley                                                               |
| 1970 | Alan Baker ( Reino Unido), Universidad de Cambridge                                                                    |
| 1970 | Heisuke Hironaka ( Japón), Universidad Harvard                                                                         |
| 1970 | Sergéi Nóvikov ( Unión Soviética), Universidad de Moscú                                                                |
| 1970 | John Griggs Thompson ( Estados Unidos), Universidad de Cambridge                                                       |
| 1974 | Enrico Bombieri ( Italia), Universidad de Pisa                                                                         |
| 1974 | David Bryant Mumford ( Reino Unido), Universidad Harvard                                                               |
| 1978 | Pierre René Deligne ( Bélgica), Institut des hautes études scientifiques                                               |
| 1978 | Charles Louis Fefferman ( Estados Unidos), Universidad de Princeton                                                    |
| 1978 | Grigori Margulis ( Unión Soviética), Universidad de Moscú                                                              |
| 1978 | Daniel G. Quillen ( Estados Unidos), Instituto Tecnológico de Massachusetts                                            |
| 1982 | Alain Connes ( Francia), Institut des hautes études scientifiques                                                      |
| 1982 | William P. Thurston ( Estados Unidos), Universidad de Princeton                                                        |
| 1982 | Shing-Tung Yau ( Estados Unidos), Instituto de Estudios Avanzados de Princeton                                         |
| 1986 | Simon Donaldson ( Reino Unido), Universidad de Oxford                                                                  |
| 1986 | Gerd Faltings ( Alemania), Universidad de Princeton                                                                    |
| 1986 | Michael Freedman ( Estados Unidos), Universidad de San Diego                                                           |
| 1990 | Vladímir Drínfeld ( Unión Soviética), Instituto de Física de Járkov                                                    |
| 1990 | Vaughan Jones ( Nueva Zelanda), Universidad de Berkeley                                                                |
| 1990 | Shigefumi Mori ( Japón), Universidad de Kioto                                                                          |
| 1990 | Edward Witten ( Estados Unidos), Instituto de Estudios Avanzados de Princeton                                          |
| 1994 | Pierre-Louis Lions ( Francia), Université de Paris-Dauphine                                                            |
| 1994 | Jean-Christophe Yoccoz ( Francia), Université de Paris-Sud                                                             |
| 1994 | Jean Bourgain ( Bélgica), Instituto de Estudios Avanzados de Princeton                                                 |
| 1994 | Yefim Zelmánov ( Rusia), Universidad de Wisconsin                                                                      |
| 1998 | Richard Ewen Borcherds ( Sudáfrica), Universidad de Cambridge                                                          |
| 1998 | W. Timothy Gowers ( Reino Unido), Universidad de Cambridge                                                             |
| 1998 | Maxim Kontsevich ( Rusia), Institut des hautes études scientifiques                                                    |
| 1998 | Curtis T. McMullen ( Estados Unidos), Universidad Harvard                                                              |
| 2002 | Vladimir Voevodsky ( Rusia), Instituto de Estudios Avanzados de Princeton                                              |
| 2002 | Laurent Lafforgue ( Francia), Institut des hautes études scientifiques                                                 |
| 2006 | Andrei Okounkov ( Rusia), Universidad de Princeton                                                                     |
| 2006 | Grigori Perelmán ( Rusia), Instituto de Matemáticas Steklov (rechazó el premio)                                        |
| 2006 | Terence Tao ( Australia), Universidad de California, Los Ángeles                                                       |
| 2006 | Wendelin Werner ( Francia), Université de Paris-Sud                                                                    |
| 2010 | Elon Lindenstrauss ( Israel), Universidad Hebrea de Jerusalén                                                          |
| 2010 | Ngô Bảo Châu ( Vietnam y Francia), Paris-Sud 11 University y Institute for Advanced Study                              |
| 2010 | Stanislav Smirnov ( Rusia), Universidad de Ginebra                                                                     |
| 2010 | Cédric Villani ( Francia), Instituto Henri Poincaré                                                                    |
| 2014 | Artur Ávila ( Brasil y Francia), Instituto Nacional de Matemática Pura y Aplicada                                      |
| 2014 | Manjul Bhargava ( Canadá y Estados Unidos), Universidad de Princeton                                                   |
| 2014 | Martin Hairer ( Austria), Imperial College London                                                                      |
| 2014 | Maryam Mirzajani ( Irán), Universidad Stanford                                                                         |
| 2018 | Caucher Birkar ( Irán y Reino Unido), Universidad de Cambridge                                                         |
| 2018 | Alessio Figalli ( Italia), Escuela Politécnica Federal de Zúrich                                                       |
| 2018 | Peter Scholze ( Alemania), Universidad de Bonn                                                                         |
| 2018 | Akshay Venkatesh ( Australia), Universidad Stanford                                                                    |
| 2022 | Hugo Duminil-Copin ( Francia), Institut des hautes études scientifiques                                                |
| 2022 | June Huh ( Corea del Sur), Universidad de Princeton                                                                    |
| 2022 | James Maynard ( Reino Unido), Universidad de Oxford                                                                    |
| 2022 | Maryna Viazovska ( Ucrania), Escuela Politécnica Federal de Lausana                                                    |